# Пам'ятник Яну III Собеському (Гданськ)
Пам'ятник королю Яну III Собеському — кінний пам'ятник в Гданську. Початково був встановлений у Львові в 1898 році. У Гданськ перевезений і відкритий у 1965 році.

## Історія
У 1883 році на честь 200-ї річниці перемоги у Віденській битві Рада міста Львова ухвалила рішення спорудити пам'ятник головному герою цієї події — королю Яну ІІІ Собеському.
У жовтні 1890 року проект споруди було замовлено у відомого львівського скульптора Тадея Баронча. Кінну бронзову фігуру відлили в ливарні Артура Круппа у Відні, а постамент виготовили з теребовлянського пісковика в майстерні Юліана Марковського у Львові. Пам'ятник урочисто відкрили 20 листопада 1898 року. Споруда розташовувалась на Гетьманських Валах (тепер — проспект Свободи) у Львові, на місці де сьогодні стоїть пам'ятник Тарасові Шевченку.
12 листопада 1949 року відповідно до польсько-радянського договору про обмін культурними цінностями комісія у складі голови виконкому Львівської обласної ради С. Стефаника, заступника голови Комітету зі справ мистецтв при Раді Міністрів УРСР Г. Кіналова та завідувача протокольно-консульського відділу Міністерства зовнішніх справ УРСР офіційно передала пам'ятник представнику уряду Польської республіки П. Влонському. 7 березня 1950 року монумент перевезли до Варшави, де він тимчасово стояв без постаменту на території парку Вілановського палацу. У 1965 році пам'ятник було перевезено до Гданська, де його встановили на площі Дерев'яного ринку (Targ Drzewny). Таблицю з написом «Королеві Янові III, місто Львів, 1898» було повернуто на постамент у 1989 році.

## Світлини

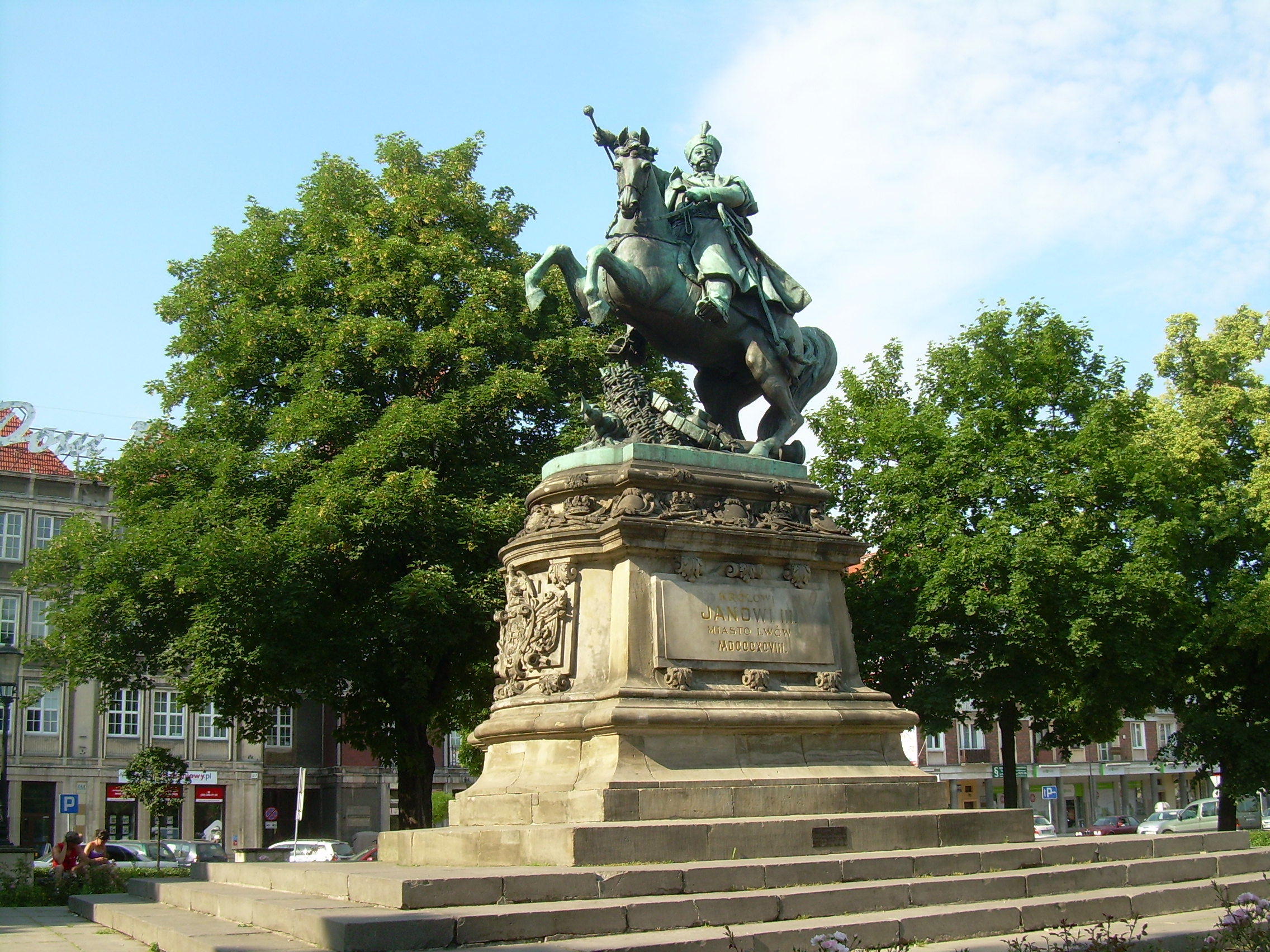
Загальний вид пам'ятника
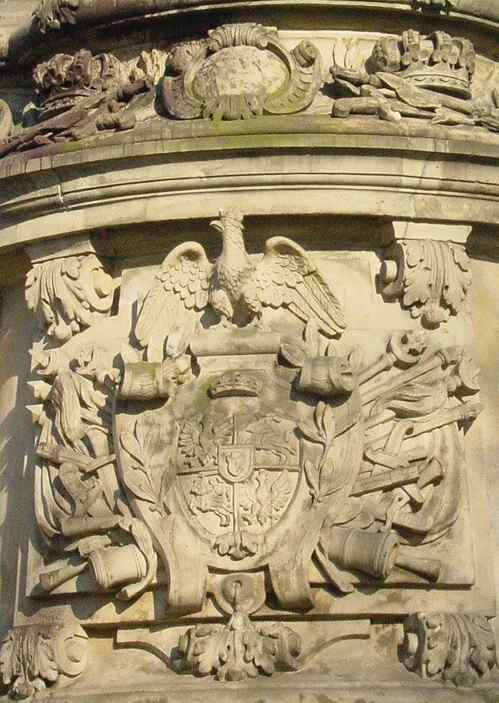
Герб Яна ІІІ Собеського
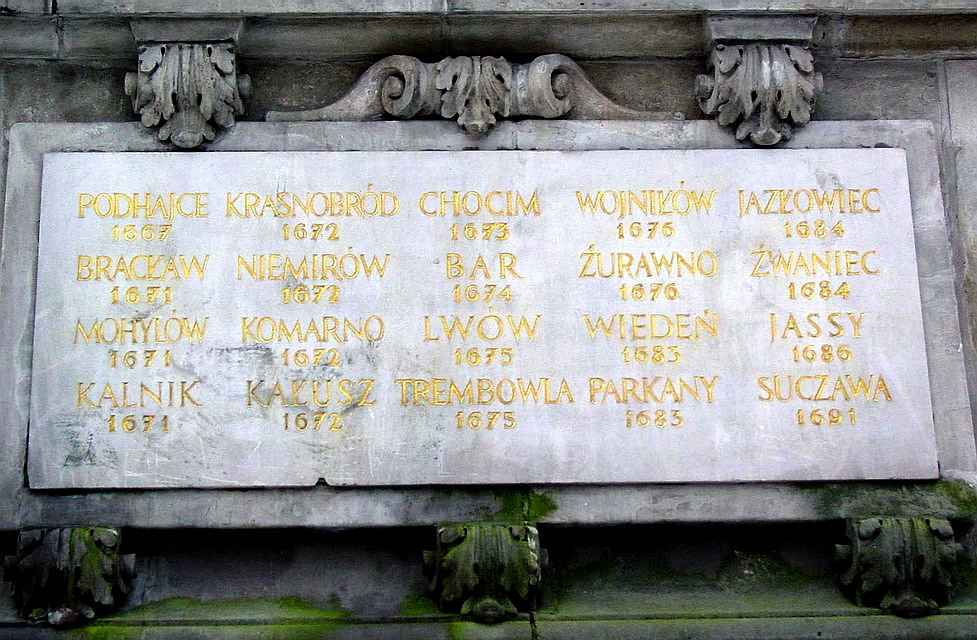
Місця битв під командуванням Яна ІІІ Собеського
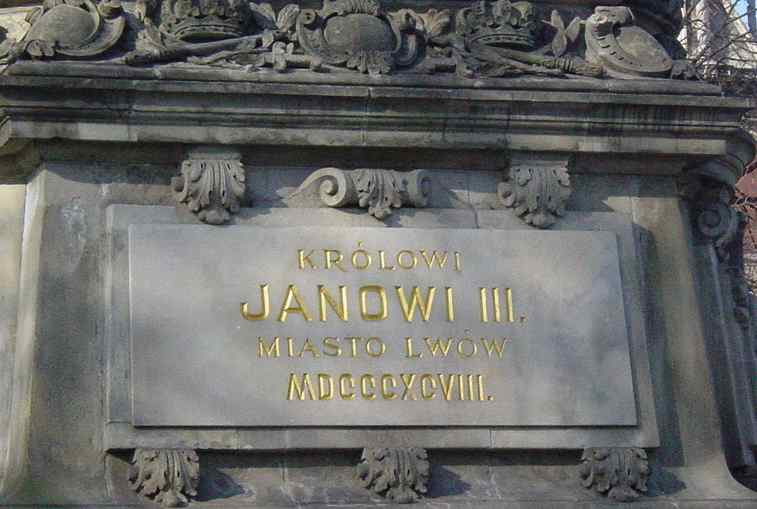
Оригінальна таблиця зі Львова
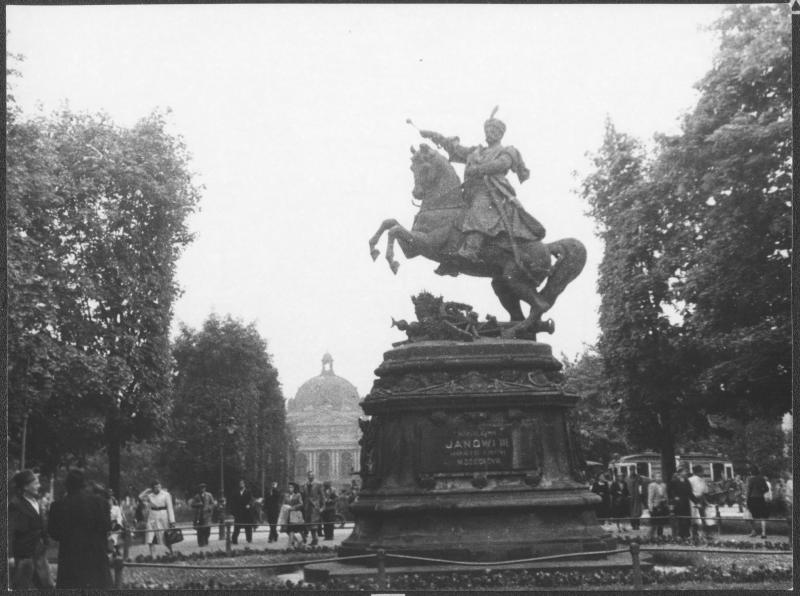
Пам'ятник у Львові (1943 р.)